# Scotinella goodnighti
Espèce
Synonymes
- Phrurolithus goodnighti Muma, 1945

Scotinella goodnighti est une espèce d'araignées aranéomorphes de la famille des Phrurolithidae.

## Distribution
Cette espèce est endémique des États-Unis. Elle se rencontre de l'Illinois au New Jersey et du Mississippi à la Caroline du Sud.

## Description
La femelle holotype mesure 2,11 mm et le mâle paratype 1,62 mm.
Le mâle décrit par Platnick et Chamé-Vázquez en 2024 mesure 1,72 mm et la femelle 1,91 mm.

## Systématique et taxinomie
Cette espèce a été décrite sous le protonyme Phrurolithus goodnighti par Muma en 1945. Elle est placée dans le genre Scotinella par Platnick et Chamé-Vázquez en 2024.

## Étymologie
Cette espèce est nommée en l'honneur de Charles ou/et Marie Louise Goodnight.

## Publication originale
- Muma, 1945 : New and interesting spiders from Maryland. Proceedings of the Biological Society of Washington, vol. 58, p. 91-104 (texte intégral).